# Praguerie
De Praguerie was een opstand in 1440 van enkele Franse edelen tegen koning Karel VII. 
De opstand werd zo genoemd omdat er in 1419 een dergelijke opstand in Praag had plaatsgevonden (de Eerste Praagse Defenestratie die gevolgd werd door de Hussietenoorlogen). De voornaamste aanstichter was de hertog van Bourbon. Hij stelde de zestienjarige troonopvolger, de latere Lodewijk XI, het regentschap in het vooruitzicht en kreeg zodoende diens ondersteuning. Andere deelnemers waren Georges de la Trémoille, Jan V van Bretagne, Jan II van Alençon en Lodewijk I van Vendôme. 
De opstand had weinig succes. De connétable van Frankrijk Arthur III van Bretagne marcheerde naar Poitou en slaagde er binnen twee maanden in om de opstand neer te slaan. 
De koning vergaf de deelnemers en zou zijn zoon enkele jaren later, in 1446, naar de Dauphiné sturen.